# Frasco ámbar

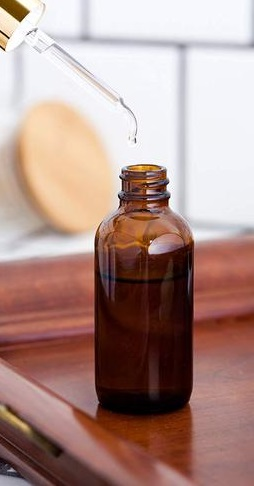
2 oz - 60 ml Frasco de vidrio ámbar con gotero de vidrio.

Un frasco de vidrio ámbar, Botella Boston, o Botella Winchester es  una botella fuerte y pesada usada comúnmente en la industria farmacéutica y química. Está hecha de vidrio ámbar para filtrar la luz ultravioleta, aunque también puede estar hecha de plástico. 

## Historia
La botella Winchester de un cuarto apareció en el Reino Unido en el siglo XIX con una capacidad de 2 cuartos imperiales (2.273 litros.) Durante ese tiempo, un sistema de medidas conocido como "Winchester" estaba en uso. Aún en la actualidad el bushel Winchester es usado en Estados Unidos. A pesar de esto, la botella de cuarto de Winchester no tiene relación con otras unidades de medida del mismo nombre. En el siglo XX, el cuarto Winchester fue estandarizado como 2.5 litros.

## Construcción
Las botellas boston tienen una forma cilíndrica sin manija y poseen un hombro curvado. Es cerrada mediante una taparrosca.